# Александр Гэльский
Алекса́ндр Гэ́льский (лат. Halensis, Alensis, Halesius, Alesius, Alexander de Ales ; 1185, Гэльский монастырь (англ.) — 1245, Париж) — английский схоласт-францисканец, основатель францисканской школы при Парижском университете, «неопровержимый доктор» (doctor irrefragabilis), задавший структуру «суммы» как философского стиля.

## Биография
Начальное образование получил в Гэльском монастыре, затем продолжил обучение в Сорбонне, где изучал теологию. Вступил во францисканский орден в 1222 году, впервые формально наладил взаимосвязь между орденом и Парижским университетом. Приобрёл известность как профессор теологии и составитель примечаний к Библии. Первый комментатор «Сентенций» Петра Ломбардского. Широко использовал идеи философии Аристотеля в период запрета его трудов для обучения. Принял участие в 1-м Лионском соборе в 1245 году, после возвращения с которого умер. Его знаменитым студентом и последователем был Бонавентура.

## Сумма всеобщей теологии

Summa universae theologiae

Наиболее значительным и объёмным произведением Александра Гэльского является Summa theologiae, в которой он излагает собственные теологические воззрения и избранные идеи и доводы его современников. Труд остался незаконченным при жизни автора, попытка его завершения была предпринята последователями.

## Основные труды
- Glossa in quatuor libros Sententiarum Petri Lombardi.
- Summa theologiae I–IV. Coloniae, 1622;
- Summa theologiae I–III. Quaracchi, 1924–30;
- Glossa in Quattuor libros Sententiaram Petri, 4 vols. Quaracchi, 1951–57;
- Quaestiones disputatae «Antequam esset frater», 3 vols. Quaracchi, 1960.
- In duodecim Aristotelis Metaphysicae libros dilucidissima expositio.